# Ligne 3 du métro de Francfort
 (septembre 2022).
Si vous disposez d'ouvrages ou d'articles de référence ou si vous connaissez des sites web de qualité traitant du thème abordé ici, merci de compléter l'article en donnant les références utiles à sa vérifiabilité et en les liant à la section « Notes et références ».
Pour les articles homonymes, voir U3 et Ligne 3.
La ligne U3 fait partie du réseau du métro léger de Francfort. Elle relie Oberursel à la Südbahnhof dans le centre-ville. Elle fut inaugurée en 1978 et compte actuellement 28 stations pour une longueur de 19,4 km. 